# 李廷龍 (天啓進士)
李廷龍（？—？），字勷臣，號瞻韦，广东广州府顺德县龍頭堡人。明朝政治人物。

## 生平
少颖悟，好博览，年十八为诸生，萬曆四十年（1612年）壬子科广东鄉試舉人，天啓二年（1622年）壬戌科進士，宰宁都，邑地瘠俗嚣，漓素称难治，甫及期，政平讼息。时朝廷土木大兴，国用日蹙，部催解甚急，廷龙捐垫清羡馀，不以科民，复值流寇逼近，人心汹汹，廷龙陈方略，备刍粮，身先士卒，矢以忠诚，贼諜知不敢犯。尤加意作人，倡明理学，修学置田赡贫士，甲子分考江西，得名宿雷穀、赵光祚等，人服其藻鉴。秩满，召南吏部主事，寻改北，历司稽勋、验封、考功，转文选员外，晋郎中。每当考核，公慎自持，无敢干以私者，疏陈铨选时弊数十事，皆切中，帝嘉纳之。崇祯四年辛未（1631年）冬，召对内殿，眷注甚隆，随奉谕奖，有“力定如山，心清似水”语，以父耄请侍养归，官囊萧索，僦居羊城，监司以下罕见其面。年五十有六卒，祀乡贤。撰有《毛诗翻疑》、《網鑑翻疑》、《可亭集》。故宅在赤花龟冈下泰宁坊。在龙头堡有一座为李廷龍父子立的“奕世铨曹”坊。